# Космос-1747
Космос-1747 је један од преко 2400 совјетских вјештачких сателита лансираних у оквиру програма Космос.
Космос-1747 је лансиран са космодрома Тјуратам, Бајконур, СССР, 29. маја 1986. Ракета-носач Р-7 Семјорка (рус. Семёрка) (8К71, НАТО ознака SS-6 Sapwood) са додатим степеном је поставила сателит у орбиту око планете Земље. Маса сателита при лансирању је износила 600 килограма. Космос-1747 је био војни сателит за фотографску картографију.